# ローラ・ハリアー
ローラ・ルース・ハリアー（Laura Ruth Harrier、1990年3月28日 - ）は、アメリカ合衆国の女優、モデルである。2013年にソープオペラ『ワン・ライフ・トゥ・リヴ』でデスティニー・エヴァンスを演じて知名度を上げた。2017年に『スパイダーマン:ホームカミング』のリズ・アラン役で映画デビューする。

## 生い立ち
1990年3月28日にイリノイ州シカゴで生まれ、エバンストンで育つ。異人種間の子である。2004年から2008年までエヴァンストン・タウンシップ高校に通う。父は保険業界人、母は言語病理学者である。弟が1人いる。
18歳の時にニューヨーク大学ガラティン・スクール・オブ・インディビジュアライズド・スタディで学ぶためにニューヨークに移ったが、モデル業を始めたために入学を延期する。ハリアーはモデルを長く続けようとは考えておらず、女優転身のためにニューヨークのウィリアム・エスパー・スタジオの演技学校に通う。

## キャリア
2013年にソープオペラ『ワン・ライフ・トゥ・リヴ』で女優デビューする。
2017年に『スパイダーマン:ホームカミング』のリズ・アラン役でメジャー映画デビューを果たす。2017年6月には小説『華氏451度』のテレビ映画版への出演が報じられたが、結局完成版ではハリアーの箇所は削除された。2018年のスリラー映画『ブラック・クランズマン』ではジョン・デヴィッド・ワシントンらと共演し、人権活動家役を務めた。
2019年には『Balance, Not Symmetry』の公開が控えている。

## 主なフィルモグラフィ

### 映画
| 年   | 日本語題 原題                                        | 役名               | 備考                 |
| ---- | ---------------------------------------------------- | ------------------ | -------------------- |
| 2014 | ラスト5イヤーズ The Last Five Years                  | Manuscript Woman   |                      |
| 2014 | Galyntine                                            | ワイリー           |                      |
| 2015 | 親友のカミングアウト 4th Man Out                     | Dorothy Cuda       |                      |
| 2016 | The Realest Real                                     | アビー             | 短編                 |
| 2017 | スパイダーマン:ホームカミング Spider-Man: Homecoming | リズ               |                      |
| 2018 | ブラック・クランズマン BlacKkKlansman                | パトリス・デュマス |                      |
| 2019 | Balance, Not Symmetry                                |                    |                      |
| 2021 | ムクドリ The Starling                                | シェリー           |                      |
| 2026 | マイケル（原題） Michael                             |                    | ポストプロダクション |

### テレビシリーズ
| 年   | 日本語題 原題                             | 役名                     | 備考         |
| ---- | ----------------------------------------- | ------------------------ | ------------ |
| 2013 | ワン・ライフ・トゥ・リヴ One Life to Live | デスティニー・エヴァンス | 計43話出演   |
| 2014 | Unforgettable                             | アンバー                 | 計2話出演    |
| 2014 | Galyntine                                 | ワイリー                 | パイロット版 |
| 2015 | Codes of Conduct                          |                          | パイロット版 |
| 2018 | 華氏451 Fahrenheit 451                    | Millie Montag            | テレビ映画   |
| 2020 | ハリウッド Hollywood                      | カミール・ワシントン     | メインロール |